# George Riddell, 1. Baron Riddell

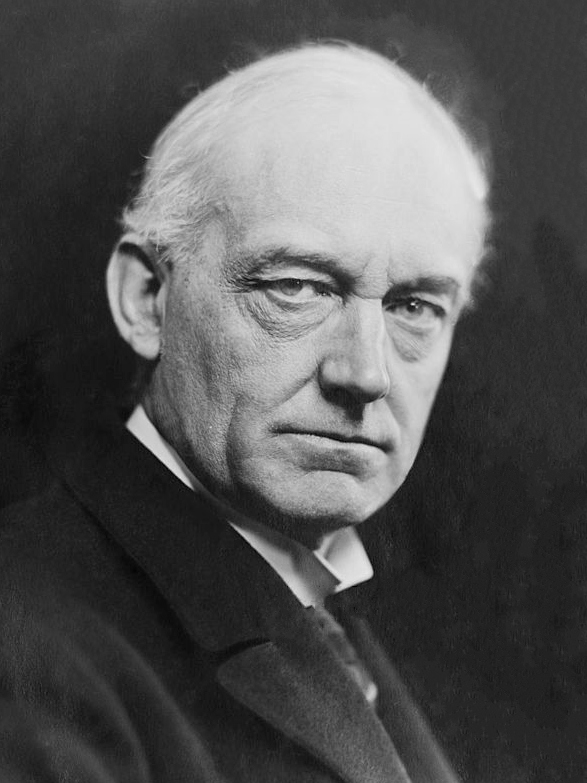
George Allardice Riddell, 1. Baron Riddell (1931)

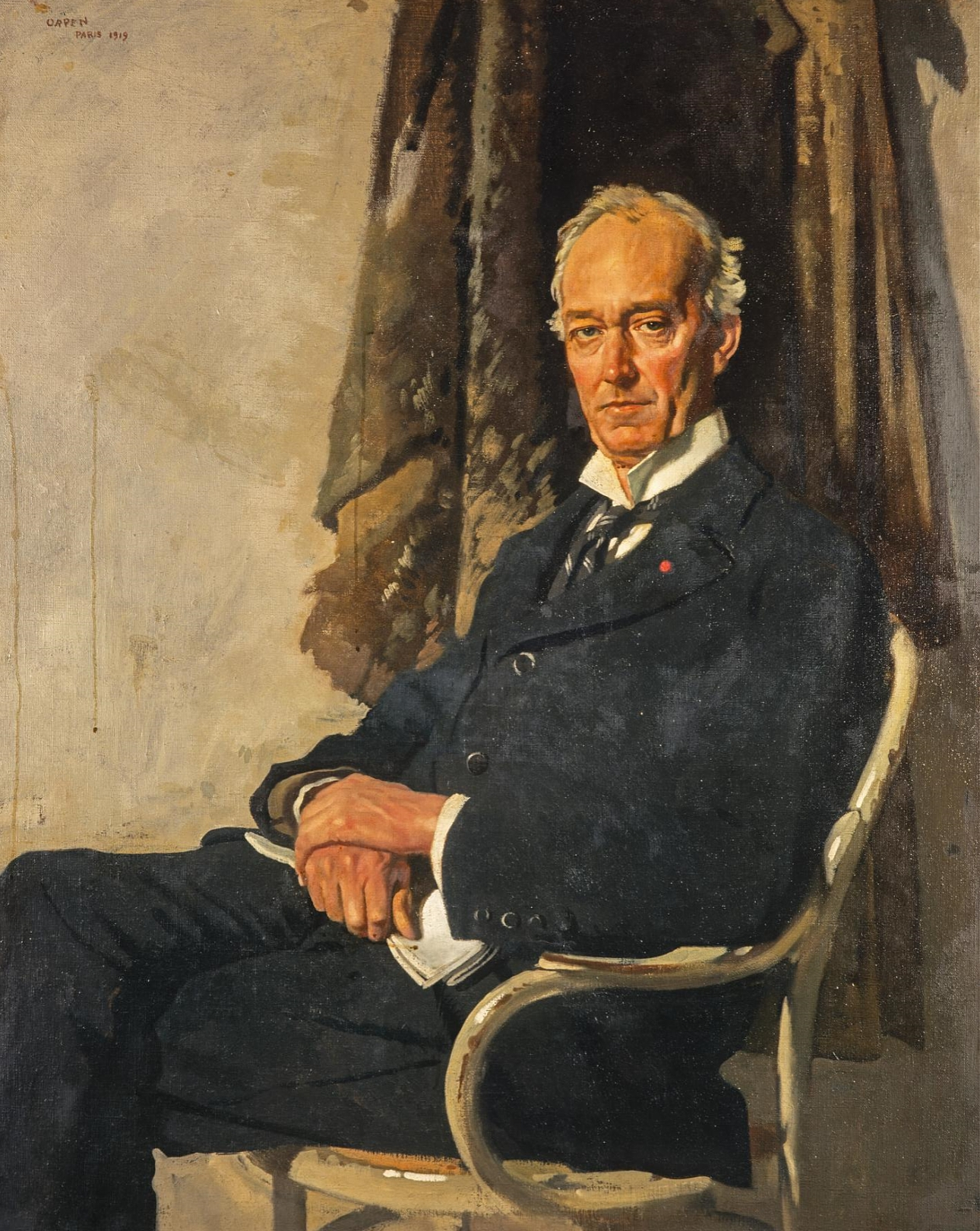
William Orpen: George Allardice, 1st Baron Riddell of Walton Heath (1919)

George Allardice Riddell, 1. Baron Riddell (* 25. Mai 1865 in Duns, Berwickshire, Schottland; † 5. Dezember 1934) war ein britischer Rechtsanwalt und Zeitungsverleger.

## Leben und Werk
Riddell studierte in London und arbeitete ab 1888 zunächst als Rechtsanwalt. Später wendete er sich dem Zeitungsgeschäft zu. 1891 wurde er der Rechtsberater des Konsortiums, das die Boulevardzeitung News of the World gekauft hatte. Riddell beteiligte sich an der Zeitung und war bis 1903 Geschäftsführer. Unter seiner Leitung konzentrierte sich die Berichterstattung der Zeitung auf die Darstellung von Polizeiberichten über Gewaltverbrechen und Skandale. Dadurch gelang es ihm, die Auflage des Blattes erheblich zu steigern. Daneben war Riddell auch Vorsitzender anderer Zeitungen. 
1909 wurde Riddell auf Empfehlung des britischen Premierminister Herbert Henry Asquith zum Ritter (Knight Bachelor) geschlagen. Riddell war Anhänger der Liberalen und ein enger Freund von David Lloyd George, der Asquith 1916 als Premier nachfolgte. Während des Ersten Weltkriegs war er der wichtigste Ratgeber von Lloyd George und vermittelte zwischen Regierung und Presse. Nach dem Ende des Ersten Weltkriegs vertrat Riddell die britischen Presseorgane bei der Pariser Friedenskonferenz von 1919. 
Für diese Verdienste wurde ihm auf Betreiben von Lloyd George 1918 der Titel eines Baronet, of Walton Heath in the County of Surrey, verliehen. 1920 wurde er schließlich als Baron Riddell, von Walton Heath in the County of Surrey, in den Hochadel (Peerage) erhoben. Riddell diente als Präsident, Vorsitzender oder Schatzmeister in den Vorständen mehrerer gemeinnütziger Gremien. Er engagierte sich insbesondere für medizinische Wohltätigkeitsorganisationen. In den 1920er und 1930er Jahren war Riddell der Autor mehrerer Bücher. Riddell führte Tagebuch und veröffentlichte kurz vor dem Ende seines Lebens Auszüge daraus in drei Bänden. 
Riddell hatte einen komplexen Charakter: Er galt als herrisch, aber auch rücksichtsvoll, sicher im Urteil, aber immer offen für Diskussionen. Er war interessiert, Geld zu verdienen, aber nicht es auszugeben, da er keine ausgeprägten Bedürfnisse besaß. Seine Kleidung war schäbig, er trank wenig, war gleichgültig gegenüber gutem Essen, rauchte aber unaufhörlich. Er war fleißig, neugierig und stellte ständig Fragen, ohne selbst Fragen zu beantworten.

## Familie
Riddell war der Sohn des Fotografen James Riddell († 1867) und Isabel Young. Er heiratete 1888 Grace Edith Williams und ließ sich 1900 von ihr scheiden. Im selben Jahr heiratete er seine Cousine Annie Molison Allardice, Tochter von David William Allardice. Beide Ehen blieben kinderlos. Die Scheidung von seiner ersten Frau und seine Vermählung mit seiner Cousine wollte er unbedingt geheim halten. Erst 1915 kamen diese Begebenheiten an die Öffentlichkeit und verhinderten seine anstehende Erhebung in den Adelsstand. Schließlich konnte König George V. 1920 davon überzeugt werden, Riddell doch einen Adelstitel zu verleihen. Riddell wurde somit der erste geschiedene Peer, der in das House of Lords eintrat. Mit seinem Tod erloschen seine Adelstitel.

## Werke
- Some Things that Matter. 1922.
- More Things that Matter. 1925.
- Dame Louisa Aldrich-Blake. 1926.
- Looking Round. 1928.
- Medico-Legal Problems. 1929.
- Lord Riddell’s War Diary, 1914–18. 1933. (online)
- Lord Riddell’s Intimate Diary of the Peace Conference and After. 1933. (online)
- More pages from my Diary. 1934. (online)